# سمب
السَّمبُ طعامٌ مصنوع من حبات االذرة المجففة التي تُسحق وتُجرش حتى تنكسر، ولكن لا تُطحن. يُفك الغلاف المحيط بالنواة وإزالته أثناء عملية السحق.يؤكل في جميع أنحاء جنوب إفريقيا ومن قبل شعب لوزي والتُّنجة في زَمبية بالسكر والحليب الزبادي. يمكن أيضًا تقديمه مع المرق والإضافات المختلفة. تُطهى مع الفاصولياء وأحيانًا تؤكل مع الجكلاكة. يمكن أيضًا تقديمه في الحشوات مع لحم البقر والضأن والدجاج.